# Macropsobrycon
Macropsobrycon es un  género de peces de la familia Characidae en el orden de los Characiformes.

## Especies
Hay dos especies en este género:
- Macropsobrycon uruguayanae C. H. Eigenmann, 1915
- Macropsobrycon xinguensis Géry, 1973